# Christian Wilhelmsson
Christian Wilhelmsson (Malmö, Suecia, 8 de diciembre de 1979) es un exfutbolista sueco. Jugaba de centrocampista y se retiró en el Mjällby AIF de Suecia en 2015.

## Selección nacional
Fue internacional con la selección de fútbol de Suecia en 79 ocasiones y anotó 9 goles. Representó a Suecia en la Eurocopa 2004 de Portugal, en la Eurocopa 2008 de Austria y Suiza, en la Eurocopa 2012 de Polonia y Ucrania y en la Copa Mundial de Fútbol de 2006 de Alemania.

### Participaciones en Copas del Mundo
| Mundial                        | Sede     | Resultado        |
| ------------------------------ | -------- | ---------------- |
| Copa Mundial de Fútbol de 2006 | Alemania | Octavos de final |

### Participaciones en Eurocopas
| Copa          | Sede            | Resultado        |
| ------------- | --------------- | ---------------- |
| Eurocopa 2004 | Portugal        | Cuartos de final |
| Eurocopa 2008 | Austria Suiza   | Primera fase     |
| Eurocopa 2012 | Polonia Ucrania | Primera fase     |

## Clubes
| Club                                  | País                   | Año       |
| ------------------------------------- | ---------------------- | --------- |
| Mjällby AIF                           | Suecia                 | 1997-1999 |
| Stabæk IF                             | Noruega                | 2000-2003 |
| R. S. C. Anderlecht                   | Bélgica                | 2003-2006 |
| F. C. Nantes                          | Francia                | 2006-2008 |
| A. S. Roma (cedido)                   | Italia                 | 2007      |
| Bolton Wanderers F. C. (cedido)       | Inglaterra             | 2007-2008 |
| R. C. Deportivo de La Coruña (cedido) | España                 | 2008      |
| Al-Hilal                              | Arabia Saudita         | 2008-2012 |
| Al-Ahli Doha (cedido)                 | Catar                  | 2011-2012 |
| Los Angeles Galaxy                    | Estados Unidos         | 2012      |
| Baniyas S. C.                         | Emiratos Árabes Unidos | 2013      |
| Mjällby AIF                           | Suecia                 | 2014-2015 |

## Palmarés

### Títulos nacionales
| Título                               | Club                | País           | Año  |
| ------------------------------------ | ------------------- | -------------- | ---- |
| Primera División de Bélgica          | R. S. C. Anderlecht | Bélgica        | 2004 |
| Primera División de Bélgica          | R. S. C. Anderlecht | Bélgica        | 2006 |
| Copa Italia                          | A. S. Roma          | Italia         | 2007 |
| Copa del Príncipe de la Corona Saudí | Al-Hilal            | Arabia Saudita | 2009 |
| Liga Profesional Saudí               | Al-Hilal            | Arabia Saudita | 2010 |
| Copa del Príncipe de la Corona Saudí | Al-Hilal            | Arabia Saudita | 2010 |
| Liga Profesional Saudí               | Al-Hilal            | Arabia Saudita | 2011 |
| Copa del Príncipe de la Corona Saudí | Al-Hilal            | Arabia Saudita | 2011 |
| Copa del Príncipe de la Corona Saudí | Al-Hilal            | Arabia Saudita | 2012 |
| Copa MLS                             | Los Angeles Galaxy  | Estados Unidos | 2012 |